# Fenamiphos
Fenamiphos ist eine chemische Verbindung aus der Gruppe der Phosphoramidate. Es wird als Wirkstoff in Pflanzenschutzmitteln verwendet und liegt dort als 1:1-Gemisch (Racemat) zweier Isomere vor.

## Gewinnung und Darstellung
Fenamiphos kann durch Reaktion von Phosphoroxychlorid mit Ethanol, 3-Methyl-4-thiomethylphenol und Isopropylamin gewonnen werden.

## Eigenschaften
Fenamiphos ist ein Feststoff, der wenig löslich in Wasser ist. Es ist im Vergleich zu anderen Organophosphorverbindungen relativ stabil gegenüber von Hydrolyse. Seine Sulfoxid-, Sulfon- und das desisopropylierte Sulfon-Metabolit sind ähnlich giftig wie die Verbindung selbst. Die beiden Enantiomere zeigen eine unterschiedliche Wirkung.

## Verwendung
Fenamiphos wird als Wirkstoff in Pflanzenschutzmitteln verwendet. Es wurde 1972 in den USA erstmals zugelassen, wird als Nematizid bei einer Reihe von Nutzpflanzen eingesetzt und wirkt durch Hemmung der Acetylcholinesterase. In die Nachrichten kam die Verbindung, da die brandenburgische Lebensmittelüberwachung im November 2011 erhöhte Rückstände des Wirkstoffes in Gurken gemessen und darüber über das europäische Schnellwarnsystem die Lebensmittelbehörden in Europa informiert hat. Fenamiphos wurde von der Bayer AG unter dem Handelsnamen Nemacur für den Weltmarkt produziert, Ende 2010 wurde diese Produktlinie an die AMVAC Chemical Corporation verkauft.

## Zulassung
In der Europäischen Union wurde Fenamiphos mit Wirkung zum 1. August 2007 für „Anwendungen als Nematizid über Tropfenbewässerung in Gewächshäusern mit dauerhafter Struktur“ zugelassen.
In Deutschland, Österreich und der Schweiz sind keine Pflanzenschutzmittel mit diesem Wirkstoff zugelassen, aber beispielsweise in Spanien, Portugal, Italien oder Ungarn.